# Ladytron
Ladytron är en brittisk elektronisk musikgrupp bildad i Liverpool 1999. Gruppen består av de fyra medlemmarna Helen Marnie (sång/synthesizer), Mira Aroyo (sång/synthesizer), Daniel Hunt (synthesizer/gitarr/sång) och Reuben Wu (synthesizer). Debutalbumet 604 släpptes 2001 på egna bolaget Invicta Hi-Fi. Musiken kan framförallt beskrivas som synthpop och new wave, tidigare med element av electroclash vilket har utvecklats mer åt shoegazing och drömpop på senare material.
Gruppnamnet "Ladytron" kommer från en låt med samma namn av gruppen Roxy Music. Brian Eno, som en gång var medlem i Roxy Music, menar att Ladytron är "det bästa inom engelsk popmusik".

## Historik

### De tidiga åren
Under 1990-talet bekantade sig producenterna och DJ:erna Daniel Hunt och Reuben Wu med varandra. Hunt hade startat indieskivbolaget Invicta Hi-Fi och en nattklubb medan Wu studerade industridesign vid Sheffield Hallam University varifrån han examinerades 1997. Han arbetade sedan som industridesigner hos Team Consulting Limited innan han till slut gick med bandet på heltid runt 2002. Som Ladytron spelade Hunt och Wu in debutsingeln "He Took Her to a Movie" för 50 brittiska pund tillsammans med gästsångaren Lisa Eriksson (som senare bildade bandet Techno Squirrels). Låten släpptes 1999 och blev utnämnd till NME Single of the Week.
Sommaren 1999 träffade Hunt och Wu den skotske studenten Helen Marnie genom diverse DJ-spelningar och den bulgariske studenten Mira Aroyo genom en gemensam vän. Marnie och Aroyo gick med bandet som sångare och keyboardister. Helen Marnie studerade musik vid University of Liverpool där hon avlade kandidatexamen i popmusik 1999. Mira Aroyo var genetiker på forskarnivå vid Oxford Universitys avdelning för biokemi.
Bandet släppte 1999 EP:n Miss Black and Her Friends exklusivt för den japanska marknaden, följt av EP:n Mu-Tron året därpå. Samtliga låtar från dessa EP-skivor, utom "Miss Black", hamnade på deras första fullängdsalbum.

### 604(2001–2002)

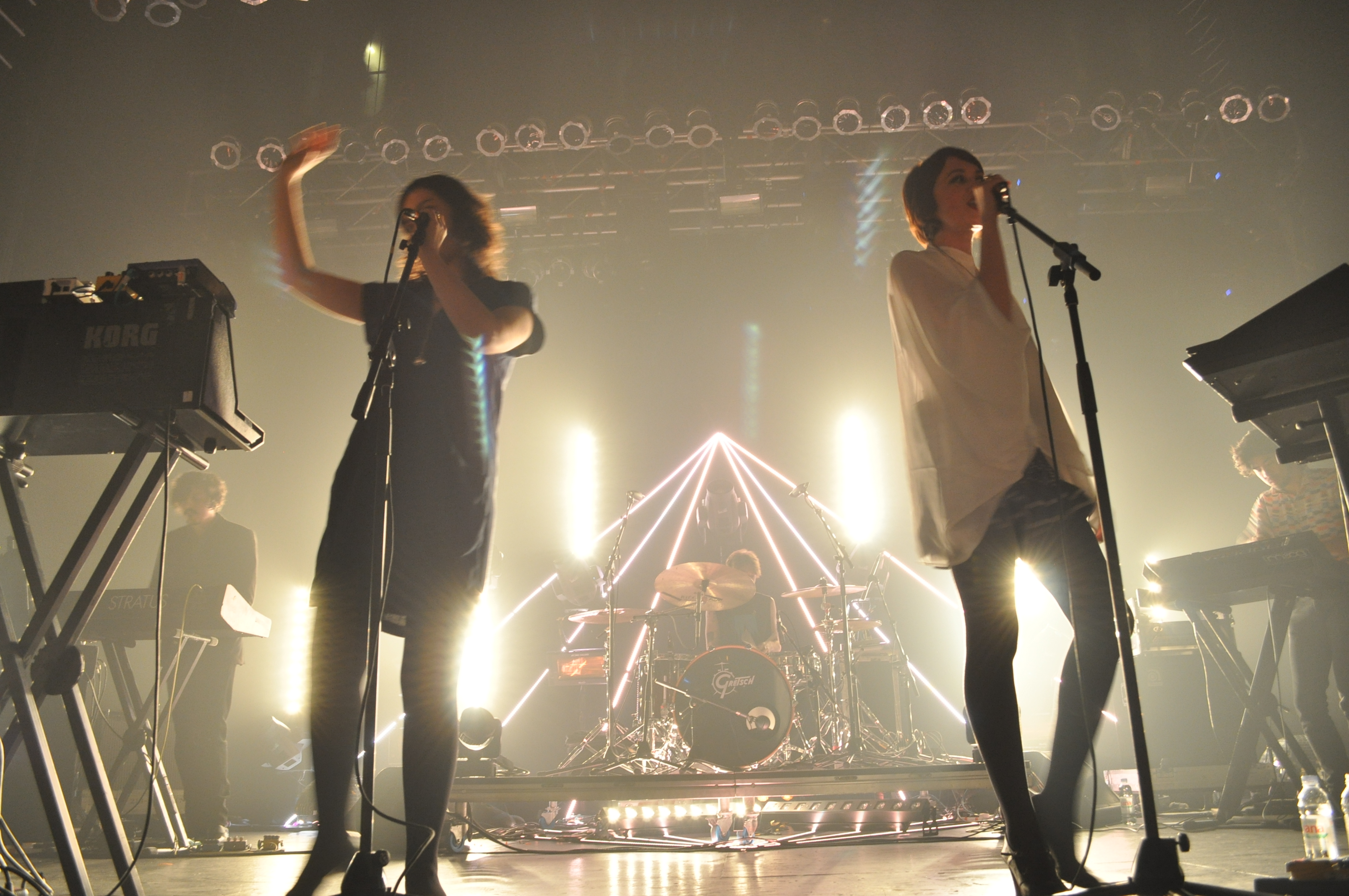
Ladytron live i New York (Terminal 5) 2011.

Den 6 februari 2001 släppte Ladytron debutalbumet 604 genom Emperor Norton/Invicta Hi-Fi. Daniel Hunt skrev merparten av låtarna samt producerade dem tillsammans med Lance Thomas. Singlarna var "He Took Her to a Movie", "Playgirl", "Commodore Rock" och "The Way That I Found You". Låten "Playgirl" gav bandet viss uppmärksamhet.
Samma år spelade gruppen även in en cover på The Human League-låten "Open Your Heart" för samlingsalbumet Reproductions: Songs of The Human League.

### Light & Magic(2002–03)
Uppföljaren Light & Magic kom ut redan året därpå med singlarna "Seventeen", "Blue Jeans" och "Evil" som dock inte blev några större kommersiella hitar. Efter skivsläppet begav sig Ladytron ut på den 18 månader långa Light & Magic-turnén.

### Witching Hour(2004–07)
När turnén skred mot sitt slut påbörjade bandet inspelningen av deras tredje album Witching Hour, som gavs ut i oktober 2005 på Island Records. Till albumet gav man ut två singlar – "Sugar" och "Destroy Everything You Touch", där den sistnämnda troligtvis kom att bli bandets allra största hit.

### Velocifero(2008–2009)
Bandets fjärde album Velocifero färdigställdes i februari 2008 och gavs ut i början av juni senare samma år. Albumet var en exklusiv skivnyhet hos den digitala musikaffären Itunes Store i två veckor. Velocifero spelades in i Paris där bandet samarbete om produktionen med Alessandro Cortini (Modwheelmood, Nine Inch Nails) och Vicarious Bliss (Justice, DJ Mehdi). Turnén för albumet hette Velocifero Tour och varade fram till slutet av sommaren 2009. Velocifero är hittills bandets mest framgångsrika album. 
I början av 2009 påbörjade Ladytron arbetet med att producera låtar för Christina Aguileras nya album Bionic, tillsammans med Sia Furler och Goldfrapp. På det färdiga albumet som släpptes i juni 2010 har Ladytron producerat låtarna "Birds of Prey" och "Little Dreamer".

### Best of 00–10(2010–11)
Den 28 mars 2011 gav man ut samlingsalbumet Best of 00–10 på Nettwerk Records med Ladytrons bästa låtar på. Samlingen finns även som Deluxe Edition med en bonusskiva. I samband med samlingen gav man ut den nya singeln "Ace of Hz".

### Gravity the Seducer(2011–idag)
Den 31 mars 2011 tillkännagavs det i en artikel på Pitchfork Medias webbplats att Ladytrons femte album, Gravity the Seducer, släpps den 12 september 2011 i Storbritannien och en dag senare i USA. Albumet är delvis producerat av Barny Barnicott, som har arbetat med Arctic Monkeys och Editors. I en pressrelease gav Daniel Hunt följande kommentarer om albumet: "Gravity the Seducer är mer av ett hopp än det förra albumet, mer översinnligt och melodiskt, en gnutta mer abstrakt på ställen vi har varit på förut, barock 'n' roll. Det var ett nöje att göra, tog oss rakt genom förra sommaren. Det är vår bästa skiva enligt mig.".

## Musikstil och influenser
Ladytrons låtar inleds vanligtvis med ett kompakt synthlager medan trummorna ofta håller samma takt från början till slut. När sången kommer in brukar denna i vissa låtar sedan repeteras i form av melodiska synthslingor fram emot slutet. Dock följer inte alla låtar samma tema för uppbyggnad. Helen Marnie och Mira Aroyos sångstilar kännetecknas som lågmälda och "viskande", och går till skillnad från andra electropopartister aldrig upp i höga toner. 
Till några av Ladytrons många musikala influenser hör Roxy Music, Kraftwerk, New Order, Depeche Mode, Pet Shop Boys, My Bloody Valentine, David Bowie och Björk. Ladytron har i sin tur influerat Uh Huh Her, New Young Pony Club och The Hundred in the Hands.

## Medlemmar

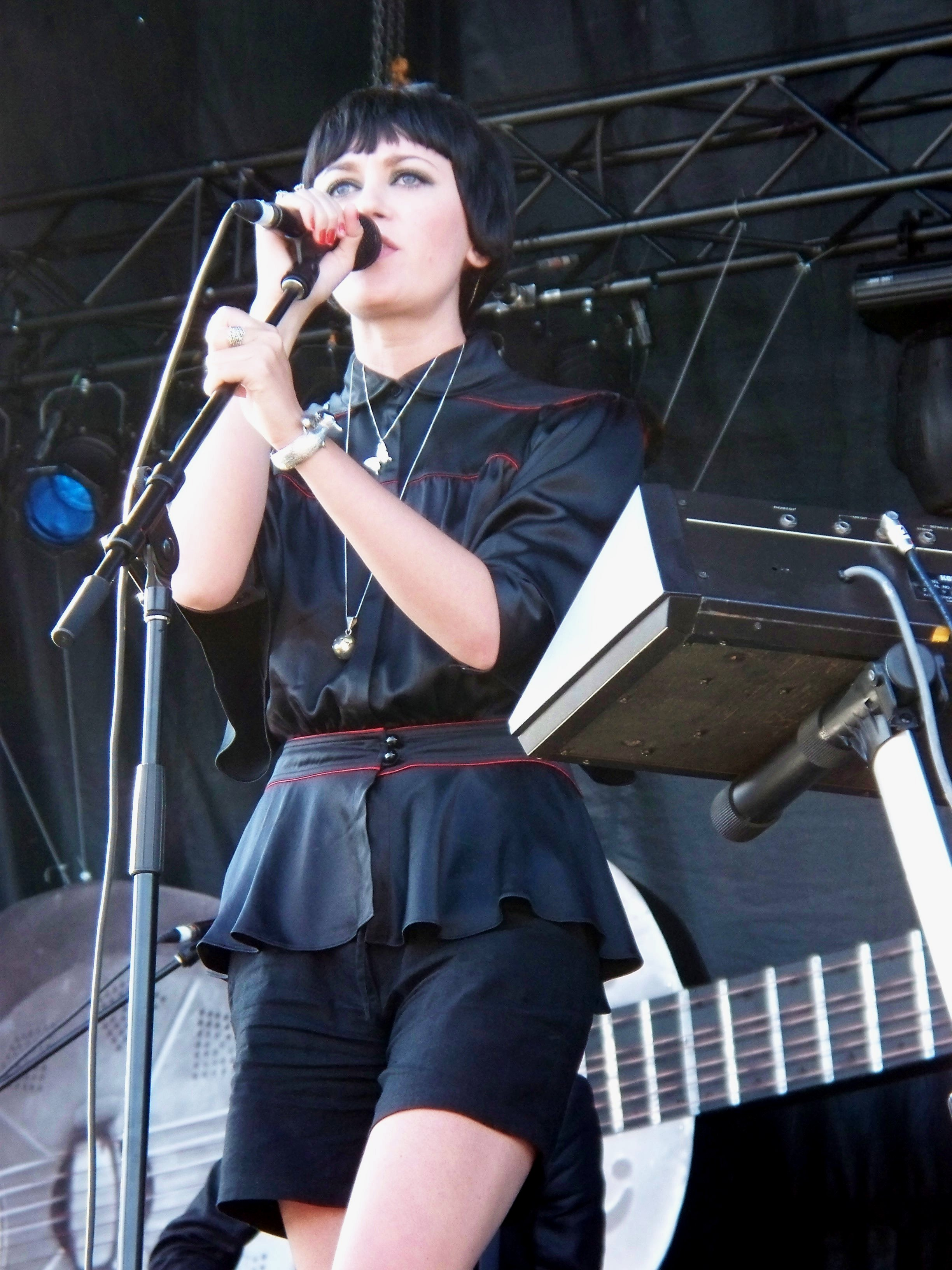
Helen Marnie
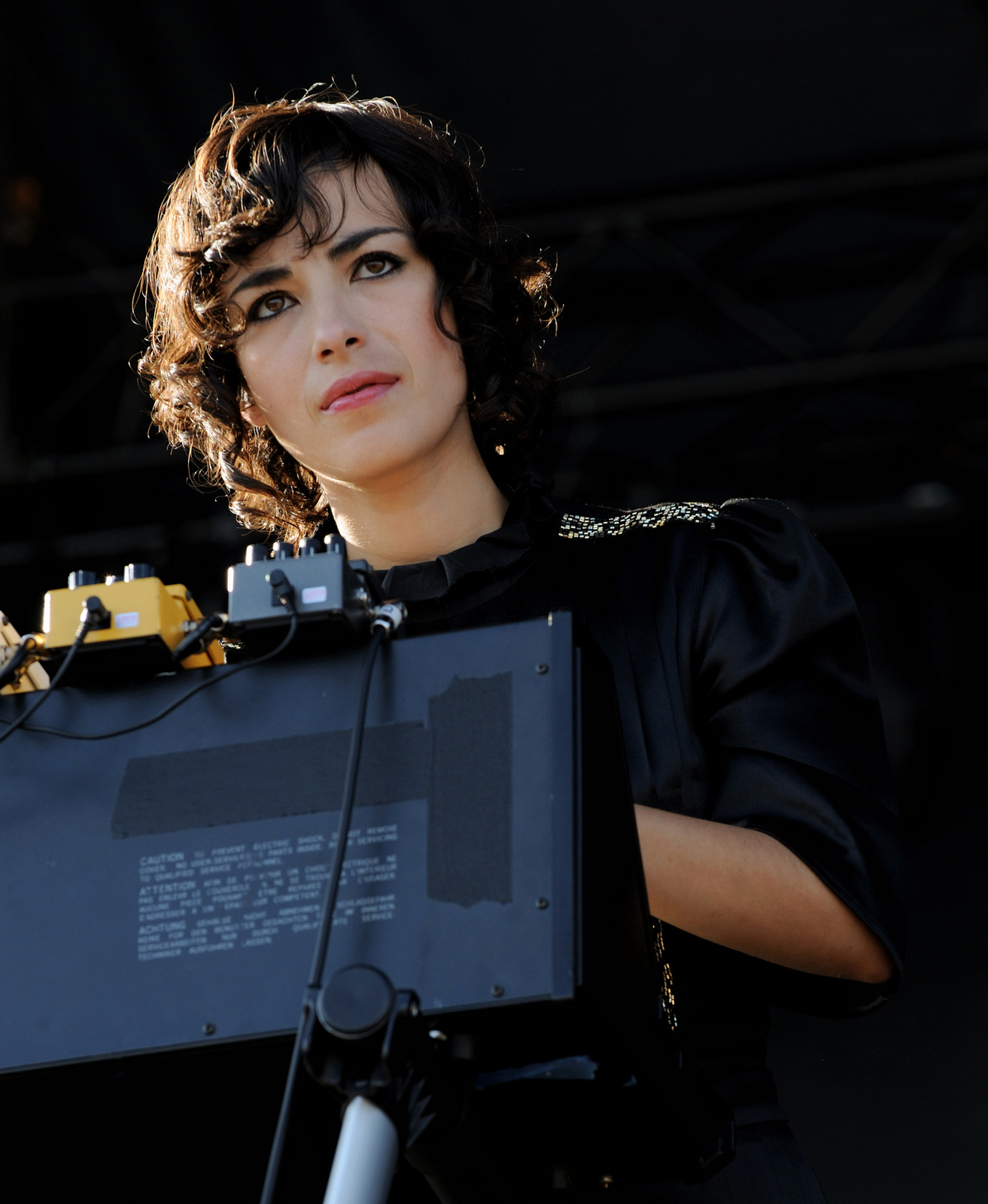
Mira Aroyo
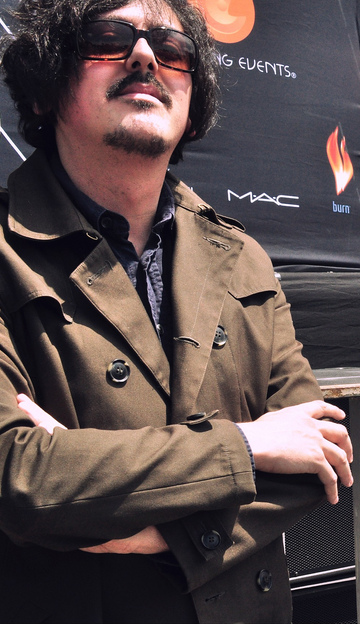
Daniel Hunt
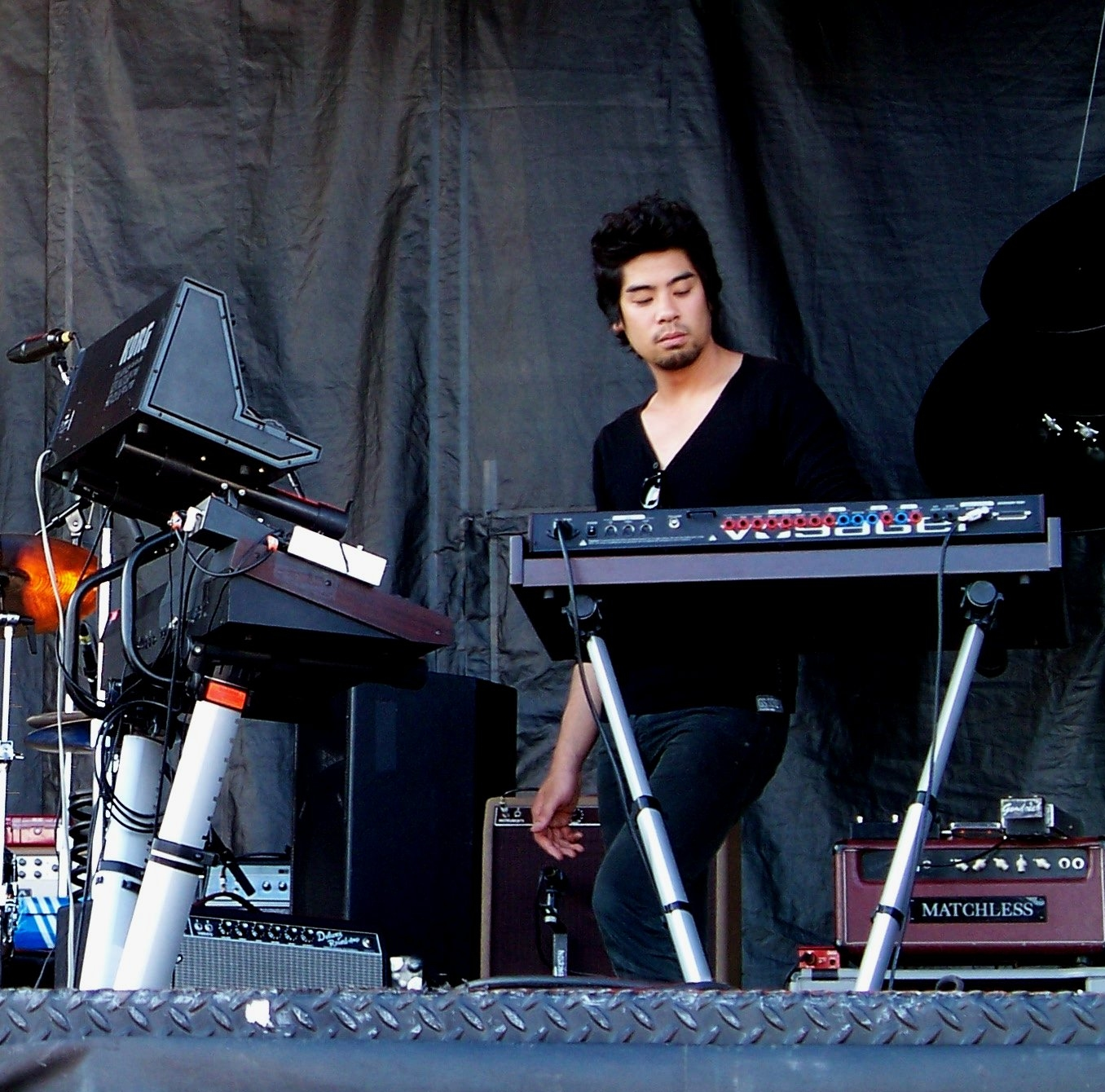
Reuben Wu

### Helen Marnie
Helen Marnie, född 1978 i Glasgow och numera bosatt i London, är gruppens huvudsakliga sångare samt även låtskrivare och keyboardist. Till hennes influenser hör Kate Bush, Maria Callas och Joni Mitchell.
Soloalbumet Crystal World
Den 11 juni 2013 släppte Marnie soloalbumet Crystal World, inspelat i Reykjavik, Island och producerat av Daniel Hunt och Barði Jóhannsson. Låtarna är skrivna av Marnie själv. Albumet var till en början självutgivet genom den digitala musiktjänsten PledgeMusic, varefter CD-utgåvor gjordes tillgängliga i augusti 2013 genom skivbolaget Les Disques du Crépuscule. Låten "The Hunter" blev även singel.
Externa länkar
- Helen Marnies officiella webbplats

### Mira Aroyo
Mira Aroyo (bulgariska: Мира Аройо), född 1977 i Sofia och numera bosatt i London, sjunger sporadiskt på gruppens låtar och är även låtskrivare, keyboardist, DJ samt producent. Hon har framfört tre låtar på bulgariska: "Fighting in Built Up Areas" på Witching Hour, samt "Black Cat" och "Kletva" på Velocifero. Vid sidan av Ladytron har hon även medverkat på låtarna "Don't Eat Meat" av indiepopbandet The Projects och "Watching a Building on Fire" av John Foxx & The Maths.

### Daniel Hunt
Daniel Hunt, född i Liverpool, är gruppens huvudsakliga låtskrivare och producent och bidrar även med synthesizer, gitarr och sång. Han sjunger på två av gruppens låtar, "International Dateline" från Witching Hour och "Versus" från Velocifero.

### Reuben Wu
Reuben Wu, född 1975 i Liverpool, är keyboardist, låtskrivare och producent. Vid sidan av Ladytron har han medverkat på låten "Love Song for Myself" av rockgruppen Electric Six.

## Diskografi
- 2001: 604
- 2002: Light & Magic
- 2005: Witching Hour
- 2008: Velocifero
- 2011: Gravity the Seducer